# Il re dell'Opera
Il re dell'Opera (Metropolitan) è un film del 1935 diretto da Richard Boleslawski.

## Trama
Piantata in asso dall'auto qualche chilometro fuori New York, Anne Merrill accende l'autoradio e, mentre cerca di riparare la macchina, si mette a cantare. Thomas Renwick, che era andato a pescare nelle vicinanze, la sente e si unisce a lei. Poi, prima di scappare via all'arrivo dell'autobus, le rivela che canta al Metropolitan.
All'Opera, Anne - che ha ambizioni canore - spia con il binocolo Renwick in scena, quasi nascosto tra gli altri cantanti. Un suo pretendente, Niki Baroni, le promette un incontro con lui, visto che è un suo amico. Dopo lo spettacolo, Ghita Galin, la primadonna, fa una scenata al regista Moselli per non averle dato il ruolo da protagonista e annuncia che formerà una propria compagnia. Benché Thomas sia stato scelto per interpretare Amonasro nell'Aida, quando si ammala viene sostituito da un noto cantante. Thomas, allora, deluso lascia il Met.
Quella sera, Niki porta Anne a casa di Thomas. Mentre stanno parlando, telefona Ghita che chiede al cantante di lavorare per lei nella messa in scena della sua nuova opera. Thomas accetta a patto di poter lavorare con Perontelli, un ex direttore della Scala che si trova in difficoltà.
Le prove si tengono in un teatro di Filadelfia e la pazienza di Perontelli, che ha avuto la carriera rovinata proprio a causa del suo carattere collerico, viene messa a dura prova dai ritardi della primadonna. Anche Thomas deve vedersela con Ghita, che cerca di sedurlo. Quando poi lei, per un capriccio, cambia l'opera decidendo di mettere in scena la Carmen invece che il Barbiere di Siviglia, Perontelli lascia il teatro andandosene in taxi. Thomas lo insegue insieme ad Anne, che canta anche lei nello spettacolo, ma i due si rendono poi conto di aver seguito il taxi sbagliato. Si fermano a prendere il tè insieme e confessano di amarsi.
Durante le prove, Ghita sente cantare Anne e, gelosa, chiede che la ragazza se ne vada. Thomas vorrebbe seguirla, ma Anne lo convince a rimanere. Quando poi la voce di Ghita ha dei problemi e si incrina nel bel mezzo di un'aria, la cantante accusa Perontelli e dichiara che non ci sarà nessun'opera. Thomas, allora, cercando di salvare lo spettacolo, parla con i creditori che gli danno tempo fino alle sei per trovare undicimila dollari. Sembra che non ci sia nessuna speranza. Ma Anne viene a conoscenza della situazione e firma un assegno per quella somma, rivelando di essere Anne Merrill Beaconhill, una ricca ereditiera di Boston che ha sempre tenuta nascosta la sua identità perché voleva raggiungere il successo con le sue sole forze.
La compagnia si rimette insieme e Thomas annuncia che andranno in scena I pagliacci e Cavalleria rusticana. Thomas e Anne progettano di sposarsi se lo spettacolo avrà successo. Ma Perontelli intanto è sparito. La sua assenza provoca gravi preoccupazioni, perché - a detta di tutti - ci vuole il suo polso per portare in porto lo spettacolo. Finalmente il direttore ritorna: Thomas canta splendidamente e l'opera è un trionfo. Il sipario si chiude su di lui e Anne che si baciano ripetutamente.

## Produzione
Il film fu prodotto dalla Twentieth Century Fox Film Corporation (con il nome A Twentieth Century Production - A Darryl F. Zanuck Production). Venne girato dal 29 luglio al 7 settembre 1935 negli studi della United Artists al 7200 di Santa Monica Boulevard, a Hollywood con il titolo di lavorazione The Diamond Horseshoe.

### Numeri musicali
- On the Road to Mandalay, musica di Oley Speaks, parole di Rudyard Kipling (da Barrack Room Ballads)
- De Glory Road, musica di Jacques Wolfe, parole di Clement Wood

estratti dalle opere:
- Faust, musica di Charles Gounod, libretto di Jules Barbier e Michel Carré
- La sonnambula, musica di Vincenzo Bellini, libretto di Felice Romani
- Carmen, musica di Georges Bizet, libretto di Henri Meilhac e Ludovic Halévy
- Cavalleria rusticana, musica di Pietro Mascagni, libretto di Guido Menasci e Giovanni Targioni-Tozzetti
- Pagliacci, musica e libretto di Ruggero Leoncavallo

## Distribuzione
Distribuito dalla Twentieth Century Fox Film Corporation (con il nome 20th Century Fox), il film uscì nelle sale cinematografiche statunitensi l'8 novembre 1935, dopo essere stato presentato a New York il 17 ottobre dello stesso anno. In Italia il film venne distribuito nel 1936, a partire dal mese di settembre.